# 유일한 (아나운서)
유일한(1989년 8월 28일 ~ )은 대한민국의 아나운서이다.

## 경력
- 2022년 JTV전주방송 아나운서

## 과거 진행 프로그램
- JTV 아침뉴스
- JTV 8 뉴스 (일요일 당직)